# 樟木秋海棠
樟木秋海棠（学名：Begonia picta）是秋海棠科秋海棠属的植物。分布于锡金、不丹、印度、尼泊尔以及中国大陆的西藏等地，生长于海拔2,200米至2,900米的地区，多生长在阴湿山坡林中石上，目前已由人工引种栽培。

## 异名
- Begonia cf. picta Smith